# Villa
Pour les articles homonymes, voir Villa (homonymie).
D'origine latine, le mot villa désigne un domaine foncier comportant des bâtiments d'exploitation et d'habitation. On distingue, à l'époque romaine, la villa de campagne de la villa suburbaine.
Issue de la riche propriété de la Rome antique (villa) et ensuite de la Renaissance (villa médicéenne), domaine agricole converti en palais extra-urbain, la villa devient au XIXe siècle une propriété bourgeoise confortable, puis au XXe siècle le synonyme de pavillon (de banlieue de grande ville) des classes moyennes, entourée d'un jardin souvent modeste.
Une villa est à présent une maison d'habitation de grande taille, souvent de villégiature, de plaisance (villa de bord de mer, de station thermale).

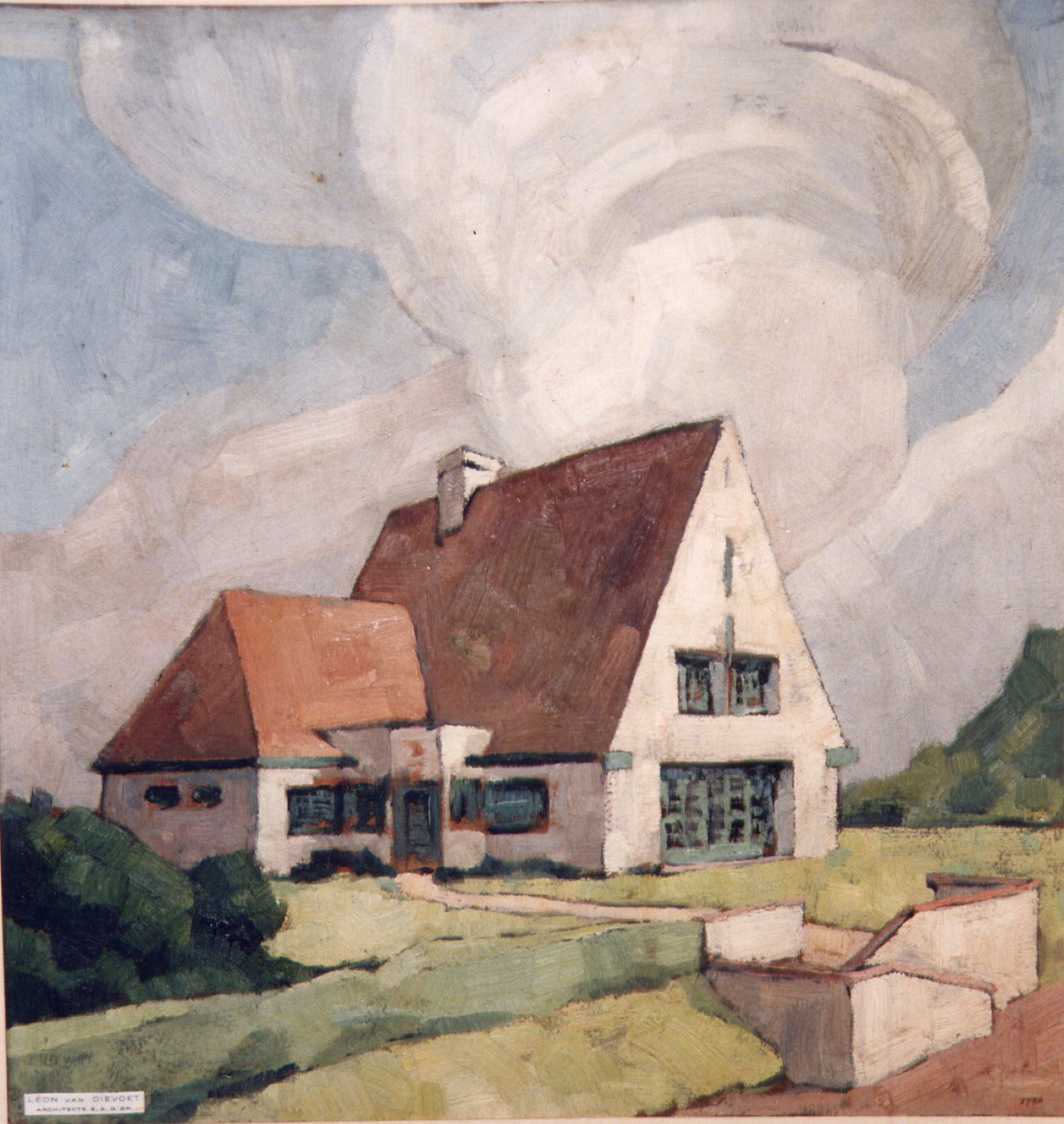
Projet de villa par l'architecte Léon van Dievoet, Bruxelles, 1936.

## Villa romaine
À l'époque romaine, une villa était un domaine rural formé par un bâtiment résidentiel principal et une série de bâtiments secondaires. Son origine est romaine et constituait alors le centre depuis lequel on administrait une exploitation agricole. Il a postérieurement perdu ses fonctions agricoles et a été réduit à son activité résidentielle.
Avec la consolidation de la grande propriété pendant l'Empire romain, la villa s'est transformée en centre des grandes exploitations agricoles.
On a créé une distinction :
- des villas rustiques (villæ rusticæ) où l'on dirigeait l'exploitation, gardait le bétail et stockait la production et où résidaient les travailleurs esclaves ;
- des villas urbaines (villæ urbanæ) où résidait le seigneur et qui, chaque fois, adoptait les manières architecturales et d'embellissement propres des demeures urbaines.

À partir du Ier siècle, la grande propriété territoriale a été divisée entre le secteur directement exploité par le seigneur et celle cédée à des colons locataires. Les villas urbaines se sont transformées en centres du pouvoir administratif des seigneurs. Ainsi apparaissent les formes de vassalité propres au féodalisme du IVe siècle.

## Moyen Âge
Pendant la période carolingienne, les villæ regiæ étaient des domaines royaux, d'une structure économique comparable à celle d'un village, où les rois séjournaient pendant leurs tournées pour faire la cour. Elles sont donc comparables aux villæ rusticæ romains.

## Renaissance

### Italie
En Toscane, nombreuses villas datant des Médicis, dites villas médicéennes.
En Vénétie, les villas de Palladio établies par l'architecte Andrea Palladio : dont la villa Rotonda, la villa Godi Malinverni (deux exemples parmi vingt-quatre).
Dans la région romaine, la villa Farnesina, décorée par Raphaël, la villa Médicis, la villa d'Este…
La villa génoise, à terrasse, arcades et peinture en trompe-l'œil, dont le modèle a été appliqué en France dans de nombreux édifices.

## Époque moderne

### Argentine
De nombreuses localités portent le nom de « Villa » : Villa Aranguren, Villa Arcadia, Villa Cacique, Villa Campi, Villa Canto, Villa Dos Trece, Villa Elisa, Villa Ramallo, Villa San Justo, Villa San Marcial, Villa Tabossi par exemple.

### France
- Villas de Nice ;

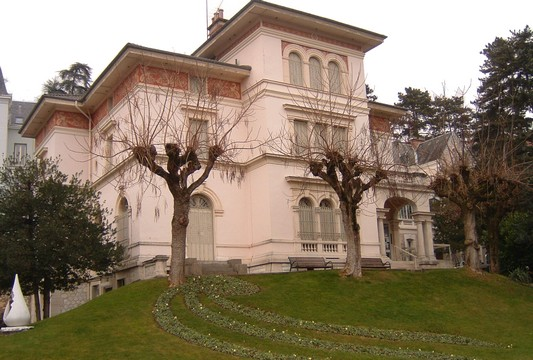
Musée Faure à Aix-les-Bains villa de type italien génois 1900, les Chimères.

- Le musée Henri-Matisse à Nice, nommée « villa des Arènes » ;
- La Casamaures à Grenoble ;
- le musée Faure à Aix-les-Bains ;
- La villa Fiesole, puis Domergue (du nom du peintre et graveur français Jean-Gabriel Domergue), inspirée des villas de la Renaissance, à Cannes, lieu de vie également de sa femme sculpteur Odette Maugendre-Villers.

### Portugal
- Villa Mendonça à Lisbonne.

## Galerie

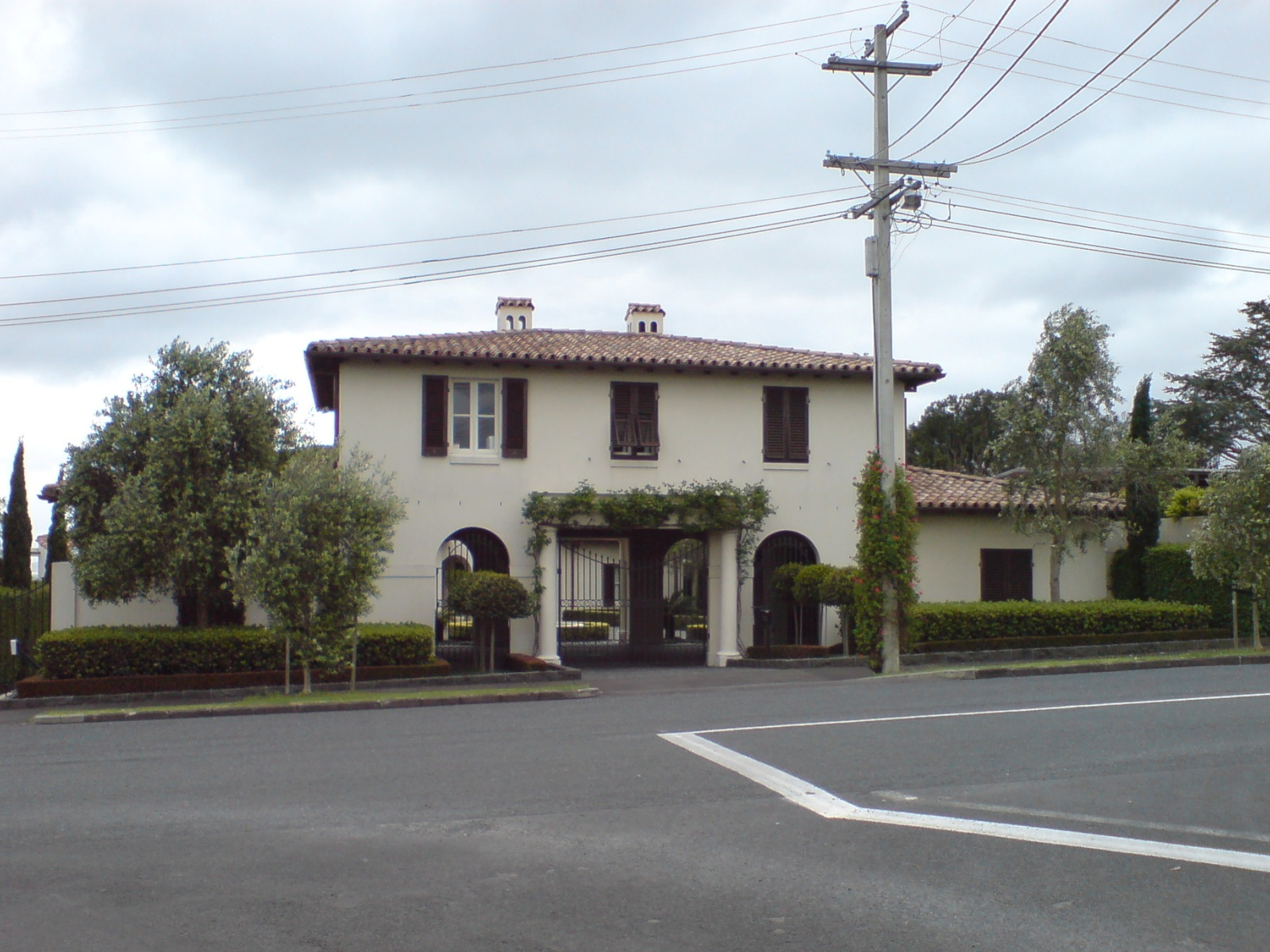
Villa à Auckland.
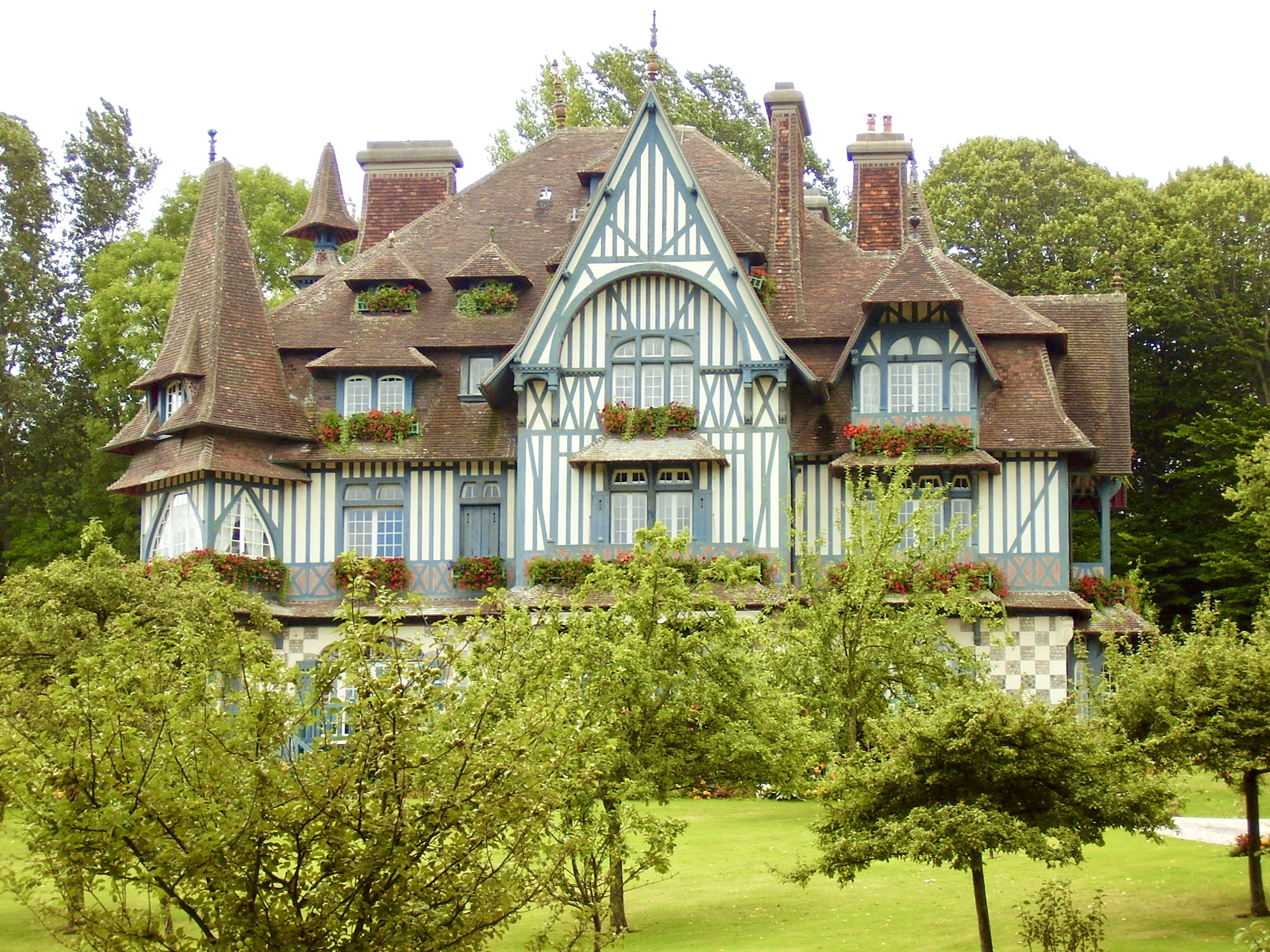
Villa Strassburger à Deauville (début XXe siècle).
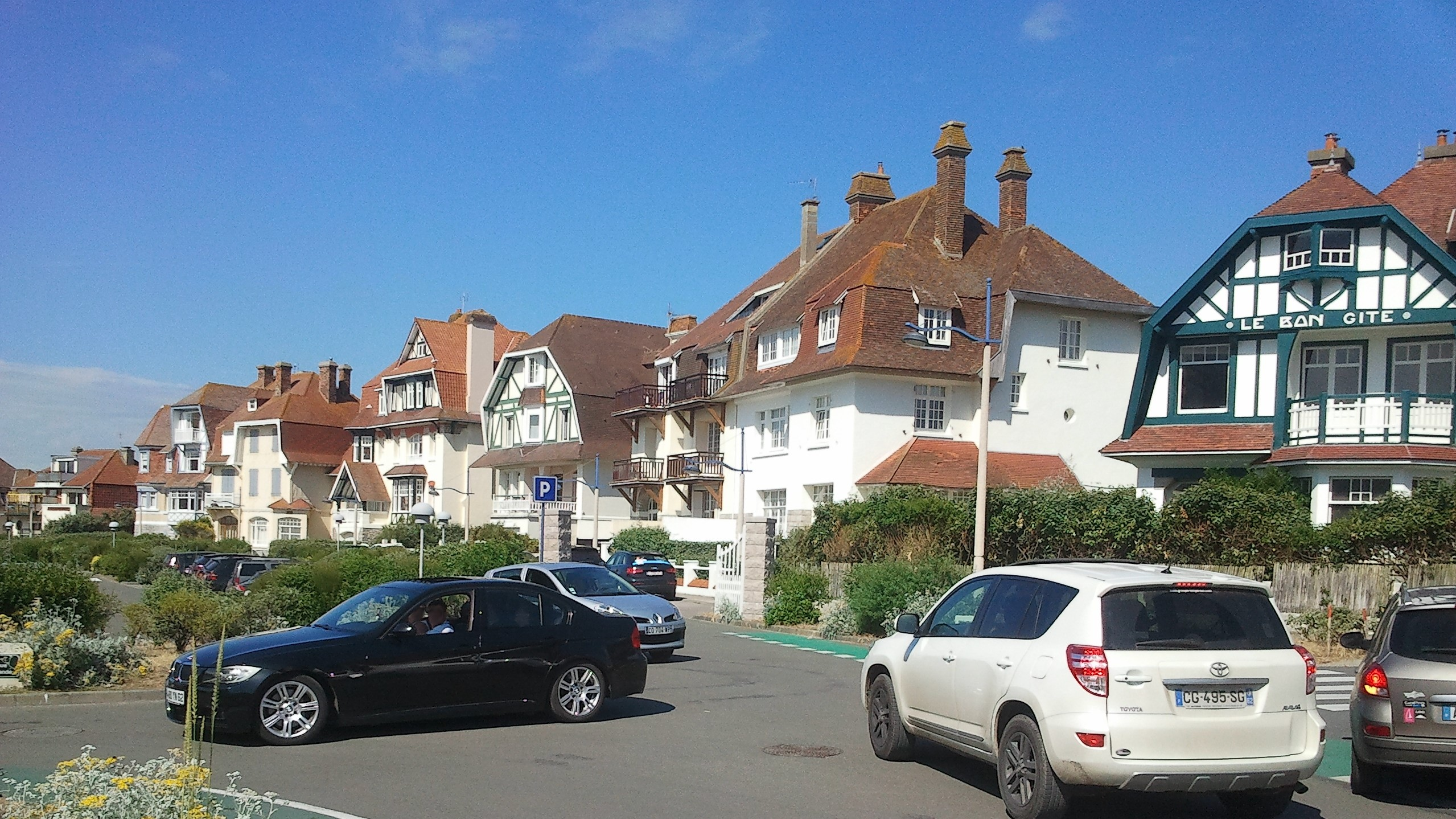
Villas à Hardelot-Plage dans le Pas-de-Calais.
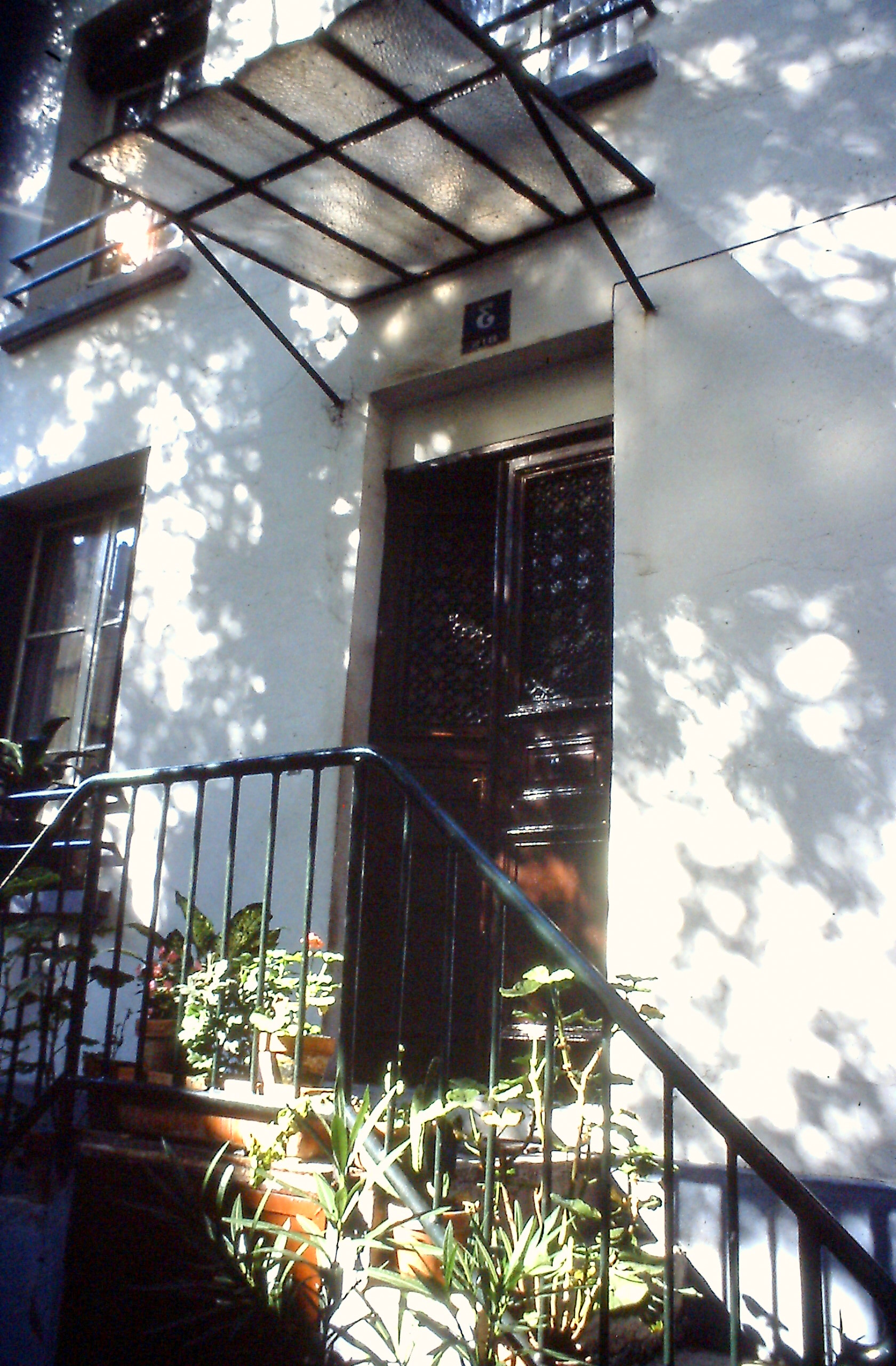
Villa dans le 18e arrondissement de Paris, photographiée en 1977 et aujourd'hui détruite.
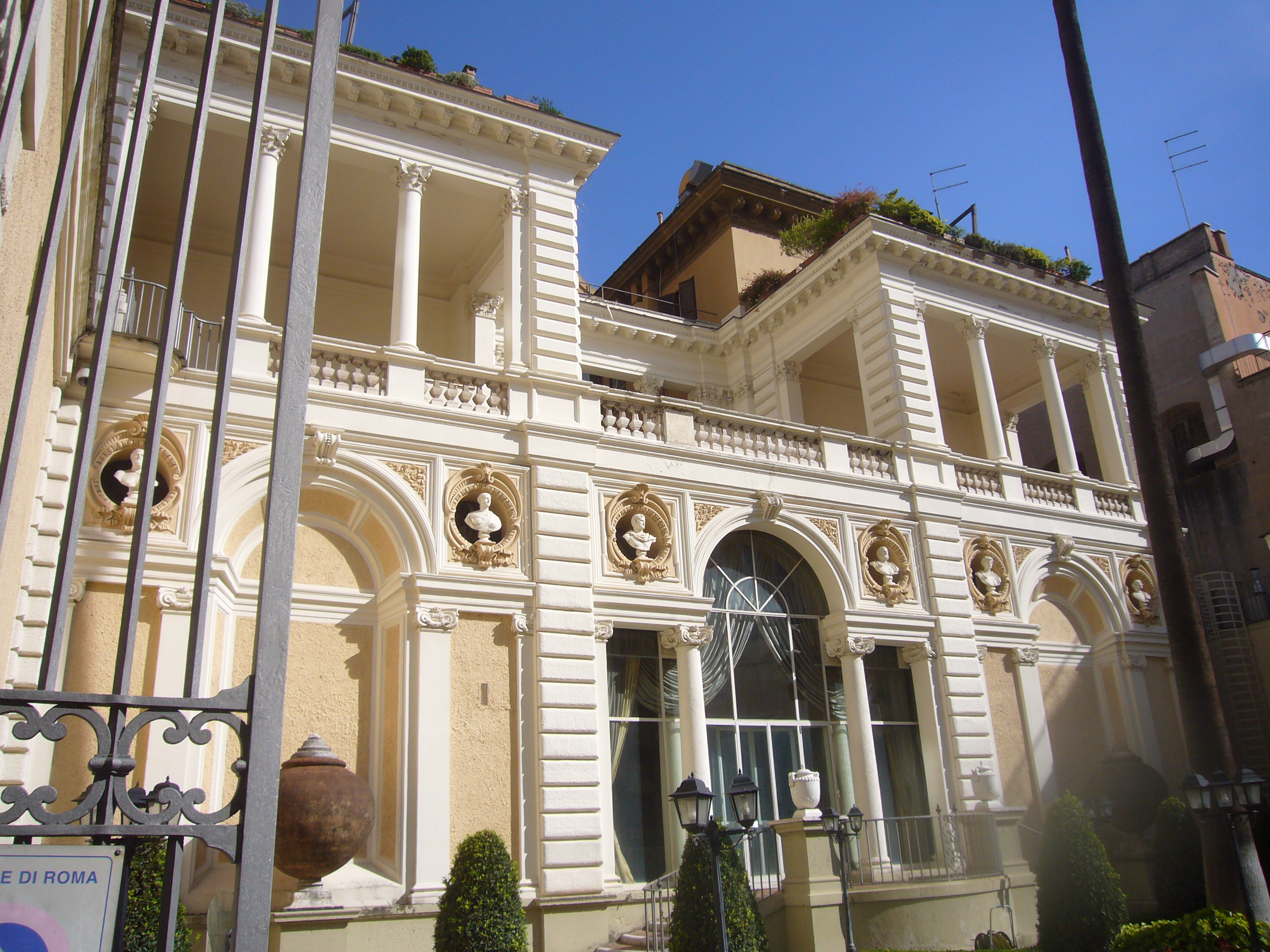
La Villa Folchi à Rome